# Hellfire-klubbar

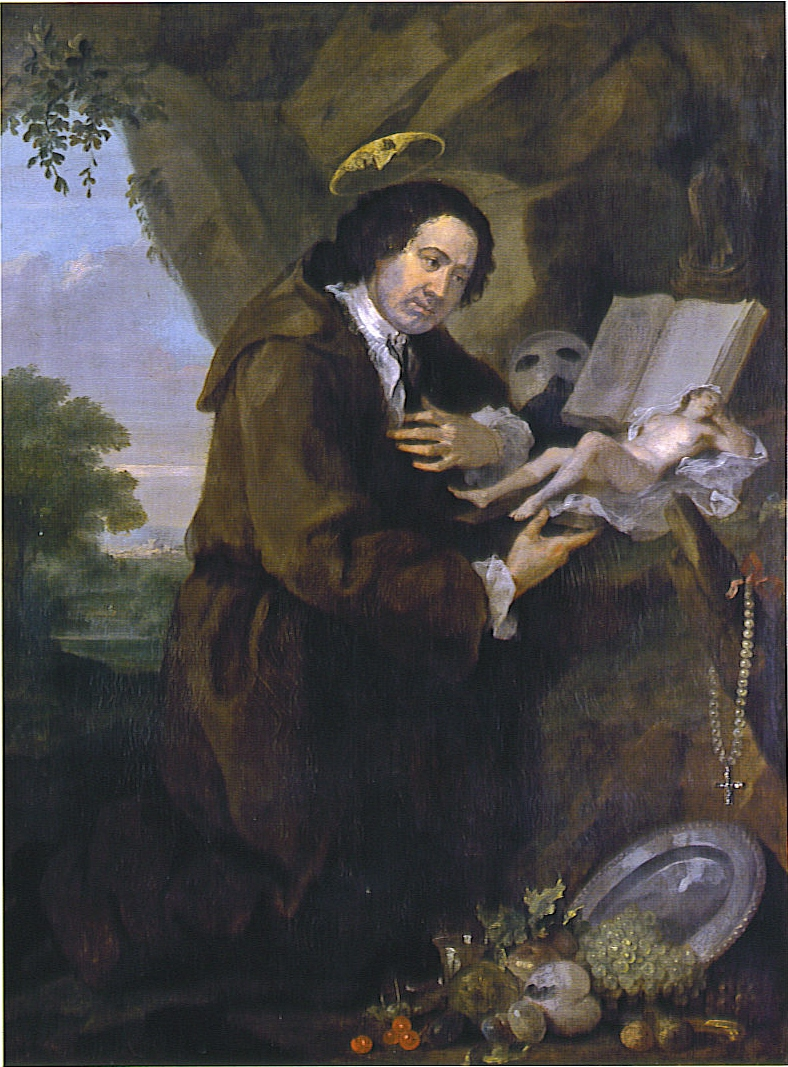
Francis Dashwood, parodi på avbildningar av Franciskus av Assisi av William Hogarth.

Hellfire Club är ett samlingsnamn för en typ av klubbar eller hemliga sällskap som uppstod på det brittiska öarna under 1700-talet.  Det var elitklubbar och inkluderade normalt sett endast män ur överklassen, och syftet var att ägna sig åt aktiviteter som ansågs omoraliska och oacceptabla i det dåtida samhället, främst en form av satanistiska ritualer, som var mer av en form av trots mot det socialt accepterade än seriöst menad djävulsdyrkan, samt sexuella aktiviteter. Klubbarna hade också en viss politisk inverkan.  Klubbarnas aktiviteter och medlemskap är dock dåligt utforskade och informationen är bristfällig. 
Den första klubben av detta slag grundades i London av Philip Wharton, 1st Duke of Wharton, och var aktiv mellan 1718 och 1721.  Begreppet associeras främst med Sir Francis Dashwoods klubb Order of the Friars of St. Francis of Wycombe (1749-66), som var den mest berömda Hellfire-klubben.  Det största antalet klubbar av detta slag ska ha funnits på Irland.  
Hellfire-klubbar existerar fortfarande på det brittiska öarna: Phoenix Society, som grundades år 1781, finns fortfarande kvar, och på Irland finns exempelvis en sådan klubb vid Trinity College.